# Salvador Moyà-Solà
Salvador Moyà-Solà, né en 1955 à Palma de Majorque (îles Baléares), est un paléoprimatologue espagnol, spécialisé dans les singes européens du Miocène.

## Carrière
De 1983 à 2006, Salvador Moyà-Solà a travaillé comme chercheur puis directeur de l'Institut catalan de paléontologíe Miquel Crusafont, à Sabadell, en Catalogne, qui dépend du Conseil provincial de Barcelone. En 2006, il a rejoint en tant que directeur de recherche l'unité d'anthropologie physique de l'université autonome de Barcelone.

## Travaux
Salvador Moyà-Solà est un expert des singes du Miocène. Il a dirigé deux importantes campagnes de fouilles en Catalogne.
Sur le site de Can Llobateres, à Sabadell (province de Barcelone), il a trouvé le spécimen fossile le plus complet connu à ce jour (surnommé "Jordi") de l'espèce Hispanopithecus laietanus, premier singe fossile découvert en Catalogne, par les paléontologues espagnols Miguel Crusafont et José Fernández Villalta en 1944.
À Els Hostalets de Pierola (province de Barcelone), il a trouvé :
- en 2002, sur le site de Barranc de Can Vila 1, un squelette fossile semi-complet (surnommé Pau) de la nouvelle espèce Pierolapithecus catalaunicus, décrite en 2004[1] ;
- En 2005, sur le site d'Abocador de Can Mata, des éléments fossiles (surnommés Lluc) de la nouvelle espèce Anoiapithecus brevirostris, décrite en 2009[2].

## Publications
- (en) Meike Köhler et Salvador Moyà-Solà, « A finding of Oligocene primates on the European continent », PNAS, vol. 96, no 25,‎ 7 décembre 1999, p. 14664-14667 (lire en ligne)
- (en) Salvador Moyà-Solà, Meike Köhler, David M. Alba, Isaac Casanovas-Vilar et Jordi Galindo, « Pierolapithecus catalaunicus, a new Middle Miocene Great Ape from Spain », Science, vol. 306, no 5700,‎ 19 novembre 2004, p. 1339-1344 (lire en ligne)
- (en) Salvador Moyà-Solà, David M. Alba et al., « A unique Middle Miocene European hominoid and the origins of the great ape and human clade », PNAS, vol. 106, no 24,‎ 16 juin 2009, p. 9601–9606 (PMID 19487676, PMCID 2701031, DOI 10.1073/pnas.0811730106)